# Carol und Tim Inskipp
Carol Inskipp (* 1948) und Timothy Peter Inskipp (* 1945) sind ein britisches Ehepaar, das sich vornehmlich der Vogelbeobachtung und dem Vogelschutz auf dem Indischen Subkontinent und in Nepal widmet. Sie veröffentlichten mehrere avifaunistische Bestimmungsbücher über die Region.

## Leben
Carol Inskipp studierte nach der Absolvierung der Darlington High School for Girls Chemie und Ökologie an der University of Sheffield und an der University of Durham, wo sie 1970 ihren Master-Abschluss erlangte.
Tim Inskipp machte 1971 seine erste Vogelbeobachtungsexkursion nach Indien und Nepal.
Carol und Tim Inskipp lernten sich 1972 kennen und 1977 reisten beide erstmals gemeinsam nach Indien, um eine Studie über den Handel mit Wildvögeln durchzuführen. Seitdem unternahmen die Inskipps mehrere weitere Exkursionen nach Indien, Pakistan, Bhutan und Nepal. 1984 waren sie neben Richard Grimmett und Nigel Redman an der Gründung des Oriental Bird Club (OBC) beteiligt. Tim Inskipp war elf Jahre Herausgeber der OBC-Zeitschrift Forktail und er ist zudem Mitglied beim World Monitoring Conservation Centre sowie bei TRAFFIC.

## Schriften

### Carol und Tim Inskipp gemeinsam
- A Guide to the Birds of Nepal, 1985
- An Introduction to Birdwatching in Bhutan, 1994
- (mit Richard Grimmett) A Guide to the Birds of India, Pakistan, Nepal, Bangladesh, Bhutan, Sri Lanka, and the Maldives, 1998
- (mit Richard Grimmett) Birds of the Indian Subcontinent, 1998
- (mit Richard Grimmett) Birds of Bhutan, 1999
- (mit Richard Grimmett) Pocket guide to the Birds of the Indian Subcontinent, 1999
- (mit Richard Grimmett) A field guide to the Birds of Nepal, 2000
- (mit Richard Grimmett) A field guide to the Birds of Northern India, 2003
- (mit Richard Grimmett) A field guide to the Birds of Southern India, 2005
- (mit Richard Grimmett) A field guide to the Birds of Pakistan, 2009
- (mit Deepal Warakagoda und Richard Grimmett) Birds of Sri Lanka, 2012
- (mit Bikram Grewal und Sumit Sen) A Photographic Field Guide to the Birds of India, Pakistan, Nepal, Bhutan, Sri Lanka, and Bangladesh. 2017
- (mit Richard Grimmett) A field guide to the Birds of Bhutan and the Eastern Himalayas, 2018

### Tim Inskipp
- All Heaven in the Rage – A Study into the Importation of Birds into the United Kingdom, 1975
- (mit Gareth J. Thomas) Airborne Birds. A Further study into the importation of wild birds into the United Kingdom, 1976
- (mit Susan M. Wells) International Trade in Wildlife, 1979
- (mit Nigel Lindsey und John William Duckworth) An Annotated Checklist of the Birds of the Oriental Region, 1996
- World Checklist of Threatened Mammals, 1987
- (mit Harriet J. Gillet) Checklist of CITES species and annotated CITES appendices and reservations. A reference to the Appendices to the Convention on International Trade in Endangered Species of Wild Fauna and Flora, 2005
- (mit Susan M. Wells) International Trade in Wildlife, 2019

### Carol Inskipp
- A Birdwatchers’ Guide to Nepal, 1988
- (mit Mark Cocker) A Himalayan Ornithologist: Life and Work of Brian Houghton Hodgson, 1988
- Nepal’s Forest Birds - Their Status and Conservation. International Council for Bird Preservation (ICBP) Monograph No. 4, 1989
- A Popular Guide to the Birds and Mammals of the Annapurna Conservation Area, 1989
- Waste and Recycling (Improving Our Environment), 2004
- Koala (Animals Under Threat), 2004
- Killer Whale, 2004
- (mit Hem Sagar Baral) The State of Nepal’s Birds, 2004
- (mit Hem Sagar Baral) Importal Bird Areas in Nepal, 2005
- Reducing and Recycling Waste, 2005
- Conserving Fresh Water, 2005
- Healthy Seas, 2005
- Travel & Tourism, 2008
- Nature for People (Development without Damage), 2009
- (mit Hem Sagar Baral) The State of Nepal’s Birds 2010 Indicators for Our Changing World, 2011